# د
د‎(아랍어: دﺍﻝ 달[*])는 아랍 문자의 여덟번째 글자로, 음가는 유성 치경 파열음 /d/이다.
페니키아 문자 Dālet 에서 변화한 문자 중 하나로, 히브리 문자 ד‏, 아람어 Dālath , 시리아 문자 Dālaṯ ܕ, 그리스 문자 Δ, 로마자 D, 키릴 문자 Д에 대응된다.
| 단어에서의 위치: | 독립형 | 어미형 | 어중형 | 어두형 |
| ---------------- | ------ | ------ | ------ | ------ |
| 문자 형태:       | د‎      | ـد‎     | ـد‎     | د‎      |

د‎은 표기상 뒤에 오는 문자와 결합하지 않는 특성을 가진 아랍 문자 6개 중 하나이다. 따라서 어두형과 어중형이 없이 단독형과 어말형만 있으며, 문장의 선두 또는 중간에 د‎이 올 경우 그 뒤에 오는 문자는 연결되지 않고 어두형 또는 단독형으로 표시한다.

## 부호위치
| 문자 | 유니코드 | 설명       | 문자참조        |  |
| ---- | -------- | ---------- | --------------- |  |
| د    | U+062F   | 달         | &#x62F; &#1583; |  |
| ڈ    | U+0688   | 우르두어 ḍ | &#x688; &#1672; |  |
| ډ    | U+0689   | 파슈토어 ḍ | &#x689; &#1673; |  |
| ڊ    | U+068A   | 신드어 ḍ   | &#x68A; &#1674; |  |
| ڋ    | U+068B   |            | &#x68B; &#1675; |  |
| ڌ    | U+068C   | 신드어 dh  | &#x68C; &#1676; |  |
| ڍ    | U+068D   | 신드어 ḍh  | &#x68D; &#1677; |  |
| ڎ    | U+068E   |            | &#x68E; &#1678; |  |
| ڏ    | U+068F   | 신드어 ɗ   | &#x68F; &#1679; |  |
| ڐ    | U+0690   |            | &#x690; &#1680; |  |

## 같이 보기
- 아랍 문자
  - ذ‎
  - ض‎